# Élections fédérales canadiennes de 1921
L'élection fédérale canadienne de 1921 se déroule le 6 décembre 1921 afin d'élire les députés de la 14e législature à la Chambre des communes du Canada. Le gouvernement unioniste qui a gouverné le Canada durant la Première Guerre mondiale est défait, remplacé par un gouvernement libéral dirigé par le jeune leader William Lyon Mackenzie King, mettant fin à plus de 10 ans de pouvoir par les unionistes. Un nouveau parti, le Parti progressiste du Canada, remporte le deuxième plus grand nombre de sièges dans l'élection.

## Contexte
Depuis l'élection de 1911, le pays est gouverné par les conservateurs, d'abord sous la direction de Robert Borden, puis sous Arthur Meighen. Durant la guerre, les conservateurs s'unissent à des libéraux en faveur de la conscription pour former un gouvernement unioniste. Un certain nombre de députés (des Québécois pour la plupart) demeurent fidèles à Wilfrid Laurier, refusant de se joindre à la coalition. Lorsque Laurier meurt, il est remplacé par l'Ontarien Mackenzie King. Après le dépôt du budget fédéral de 1919, un certain nombre de députés unionistes de l'Ouest canadien, anciennement libéraux, quittent le gouvernement pour protester contre les tarifs douaniers importants imposés aux produits agricoles par le budget. Menés par Thomas Alexander Crerar, ce groupe forme le Parti progressiste. Également en candidat à l'élection, un certain nombre de militants travaillistes, dont l'éminent J. S. Woodsworth, de Winnipeg, qui avait organisé le mouvement politique après la Grève générale de Winnipeg de 1919. Meighen avait joué un rôle-clé dans la suppression violente des grévistes, ce qui lui a valu l'animosité du mouvement ouvrier.
Meighen tente de transformer le Parti unioniste en une alliance permanente de conservateurs et libéraux en le rebaptisant le Parti libéral et conservateur national, mais ce changement de nom ne donne pas les résultats escomptés, la plupart des libéraux unionistes quittant soit pour rejoindre le Parti libéral, soit pour se joindre au nouveau Parti progressiste. En plus des tensions avec les ouvriers et les tarifs pour les fermes dans les provinces des prairies, la Crise de la conscription de 1917 rend le parti quasiment impossible à élire au Québec, ce qui a un effet durable sur les chances électorales des conservateurs au niveau national.
Cette élection est la première où la majorité des femmes canadiennes peuvent exercer un droit de vote. Quatre femmes se portent également candidates ; Agnes Macphail, du Parti progressiste, est la première femme élue députée au Canada.
La Chambre des communes est divisée en trois lors de cette élection. Les libéraux de King remportent une majorité de seulement un siège : ils font un balayage quasi complet du Québec, remportent la majorité des circonscriptions des maritimes, et une bonne portion de l'Ontario. Le Parti progressiste remporte le deuxième plus grand nombre de sièges, dominant dans l'Ouest, et remportant près du tiers des sièges en Ontario ; ils ne remportent toutefois qu'un seul siège à l'est de l'Ontario. Malgré leur deuxième position en importance aux communes, ils décident de ne pas former l'Opposition officielle.
Les conservateurs remportent seulement quelques sièges de moins que les progressistes et forment l'Opposition officielle. Ils remportent une bonne portion de l'Ontario et ont également quelques appuis dans les maritimes et en Colombie-Britannique.
Deux députés travaillistes indépendants sont élus : J. S. Woodsworth est élu, principalement grâce à son rôle dans la Grève générale de Winnipeg de 1919, et William Irvine (homme politique canadien)William Irvine est élu à Calgary.

## Minorité ou majorité?
Le gouvernement formé par King aux communes après l'élection est le premier gouvernement minoritaire du Canada, détenant 116 sièges sur les 118 requis pour obtenir une majorité absolue. Mackenzie King doit donc gouverner avec l'appui du Parti progressiste. Toutefois, les circonstances font en sorte que le gouvernement King ne restera pas minoritaire durant toute la durée de son mandat. À cause du résultat serré, des démissions, des défections et des élections partielles transforment occasionnellement la minorité en mince majorité, et vice versa. Ainsi, le gouvernement est minoritaire jusqu'en décembre 1922, date à laquelle deux députés progressistes font défection vers les libéraux. En décembre 1923, le Parti libéral perd deux élections partielles, revenant par là à un statut minoritaire jusqu'en novembre 1924, où une victoire dans une autre élection partielle lui assure une majorité. Du 25 novembre 1924 jusqu'à la dissolution de la législature, les libéraux détiennent une majorité.

## Résultats

### Pays
|                                                                                 |                           |                             |                |        |        |         |           |         |          |
| Parti                                                                           | Parti                     | Chef                        | # de candidats | Sièges | Sièges | Sièges  | Voix      | Voix    | Voix     |
| Parti                                                                           | Parti                     | Chef                        | # de candidats | 1917   | Élus   | % Diff. | #         | %       | % Diff.  |
|                                                                                 | Libéral                   | William Lyon Mackenzie King | 204            | 82     | 118    | +43,9 % | 1 285 998 | 41,15 % | +2,34 %  |
|                                                                                 | Progressiste              | T. A. Crerar                | 137            | *      | 58     | *       | 658 976   | 21,09 % | *        |
|                                                                                 | Conservateur              | Arthur Meighen              | 204            | 152    | 49     | -67,8 % | 935 651   | 29,95 % | -26,98 % |
|                                                                                 | Travailliste              | J. S. Woodsworth            | 28             | -      | 3      |         | 85 388    | 2,73 %  | +0,90 %  |
|                                                                                 | Indépendant               | Indépendant                 | 45             | -      | 2      |         | 94 901    | 3,04 %  | +2,40 %  |
|                                                                                 | United Farmers of Alberta |                             | 2              | *      | 2      | *       | 22 251    | 0,71 %  | *        |
|                                                                                 | Conservateur indépendant  | Conservateur indépendant    | 2              | *      | 1      | *       | 12 359    | 0,40 %  | *        |
|                                                                                 | United Farmers of Ontario |                             | 1              | *      | 1      | *       | 3 919     | 0,13 %  | *        |
|                                                                                 | Progressiste indépendant  | Progressiste indépendant    | 1              | *      | 1      | *       | 3 309     | 0,115 % | *        |
|                                                                                 | Inconnu                   | Inconnu                     | 9              | -      | -      | -       | 15 293    | 0,49 %  | +0,29 %  |
|                                                                                 | Socialiste                |                             | 1              | *      | -      | *       | 3 094     | 0,10 %  | *        |
|                                                                                 | Libéral indépendant       | Libéral indépendant         | 1              | -      | -      | -       | 2 764     | 0,09 %  | -0,32 %  |
| Total                                                                           | Total                     | Total                       | 635            | 234    | 235    | +0,4 %  | 3 123 903 | 100 %   |          |
| Sources : http://www.elections.ca — Historique des circonscriptions depuis 1867 |                           |                             |                |        |        |         |           |         |          |

Note :
* Parti non enregistré lors de l'élection précédente

### Par province
| Parti                                 | Parti                     | Parti      | C-B  | AB   | SK   | MB   | ON   | QC   | N-B  | N-É  | ÎPE  | YK   | Total |
| ------------------------------------- | ------------------------- | ---------- | ---- | ---- | ---- | ---- | ---- | ---- | ---- | ---- | ---- | ---- | ----- |
|                                       | Libéral                   | Sièges :   | 3    | 0    | 1    | 3    | 21   | 65   | 5    | 16   | 4    | 0    | 118   |
|                                       | Libéral                   | Voix (%) : | 29,8 | 15,8 | 20,7 | 18,9 | 29,8 | 70,2 | 49,4 | 52,4 | 45,7 | 47,6 | 40,7  |
|                                       | Progressiste              | Sièges :   | 3    | 8    | 15   | 11   | 20   | 0    | 1    | 0    | 0    |      | 58    |
|                                       | Progressiste              | Voix (%) : | 9,0  | 39,6 | 61,0 | 41,9 | 27,7 | 3,7  | 10,4 | 12,3 | 12,3 |      | 22,9  |
|                                       | Conservateur              | Sièges :   | 7    | 0    | 0    | 0    | 36   | 0    | 5    | 0    | 0    | 1    | 49    |
|                                       | Conservateur              | Voix (%) : | 47,9 | 20,3 | 16,7 | 24,4 | 39,2 | 18,4 | 39,4 | 32,3 | 37,2 | 51,1 | 30,3  |
|                                       | Travailliste              | Sièges :   | 0    | 2    | 0    | 1    | 0    | 0    |      | 0    | 0    |      | 3     |
|                                       | Travailliste              | Voix (%) : | 6,8  | 11.1 | 0,8  | 5,7  | 2,3  | 0,7  |      | 3,5  | 4,8  |      | 2,7   |
|                                       | Indépendant               | Sièges :   | 0    |      |      | 0    | 2    | 0    | 0    |      |      | 0    | 2     |
|                                       | Indépendant               | Voix (%) : | 3,5  |      |      | 7,4  | 1,9  | 6,6  | 1,7  |      |      | 1,3  | 3,0   |
|                                       | United Farmers of Alberta | Sièges :   |      | 2    |      |      |      |      |      |      |      |      | 2     |
|                                       | United Farmers of Alberta | Voix (%) : |      | 12,9 |      |      |      |      |      |      |      |      | 0,7   |
|                                       | Conservateur indépendant  | Sièges :   |      |      |      |      | 1    | 0    |      |      |      |      | 1     |
|                                       | Conservateur indépendant  | Voix (%) : |      |      |      |      | 0,9  | 0,3  |      |      |      |      | 0,4   |
|                                       | United Farmers of Ontario | Sièges :   |      |      |      |      | 1    |      |      |      |      |      | 1     |
|                                       | United Farmers of Ontario | Voix (%) : |      |      |      |      | 0,3  |      |      |      |      |      | 0,1   |
|                                       | Progressiste indépendant  | Sièges :   |      |      |      |      | 1    |      |      |      |      |      | 1     |
|                                       | Progressiste indépendant  | Voix (%) : |      |      |      |      | 0,3  |      |      |      |      |      | 0,1   |
| Total sièges                          | Total sièges              |            | 13   | 12   | 16   | 15   | 82   | 65   | 11   | 16   | 4    | 1    | 235   |
| Partis n'ayant remporté aucun siège : |                           |            |      |      |      |      |      |      |      |      |      |      |       |
|                                       | Inconnu                   | Voix (%) : | 0,4  | 0,2  | 2,4  |      |      | 0,6  |      | 1,6  |      |      | 0,5   |
|                                       | Socialiste                | Voix (%) : |      |      |      | 1,8  |      |      |      |      |      |      | 0,1   |
|                                       | Libéral indépendant       | Voix (%) : |      |      |      |      | 0,2  |      |      |      |      |      | 0,1   |